# TotalEnergies
|  | Aquest article tracta sobre el grup empreserial. Si cerqueu l'equip de ciclisme, vegeu «Team TotalEnergies». |

TotalEnergies SE (abans Total SE) és un grup empresarial del sector petroquímic i energètic amb seu mundial en La Défense (França).
La seva activitat es troba present en més de 130 països, emprant a unes 111 000 persones.
Els actius financers de Total representen la major capitalització de la Borsa de París i pel seu volum de negocis, és la major empresa de la zona euro. Forma part del índex borsari EURO STOXX 50.
En 2017 va comprar Maersk Oil a Maersk, que volia concentrar-se en el negoci del transport de contenidors.

## Història de la denominació
Fundada en 1924 amb el nom de Compagnie Française des Pétroles (CFP) amb participació mixta privada i de l'Estat francès, en 1985 va adoptar el nom de Total − Compagnie Française des Pétroles (Total-CFP) i únicament Total en 1991.
Després de la fusió amb la companyia belga Petrofina en 1999, l'empresa va adoptar el nom de TotalFina. Més tard va absorbir Elf Aquitaine i a partir del 22 de març de 2000 es va dir TotalFinaElf fins que el 6 de maig de 2003 es va decidir recuperar el nom únic de Total. El 28 de maig de 2021 va adoptar el nom de TotalEnergies. El desembre de 2022, les ONG Friends of the Earth, Survie i quatre ONG ugandeses van enviar als tribunals el grup petrolier Total i l'han acusat d'infringir la llei sobre el deure de vigilància de les grans empreses franceses en matèria de drets humans i medi ambient..